# Moonlight Shadow
«Moonlight Shadow» —en español: «Sombra a la luz de la luna»— es una canción escrita por el multiinstrumentista británico Mike Oldfield y lanzada como sencillo en mayo de 1983 e incluida en el álbum Crises de ese mismo año. Fue interpretada por la vocalista escocesa Maggie Reilly. Hasta la fecha, ha sido el tema más exitoso de Mike Oldfield junto a Tubular Bells. Mike Oldfield afirmó que la muerte de John Lennon podría haber influido en la letra de la canción.
"Moonlight Shadow" tuvo éxito en toda Europa; alcanzó el número uno en muchos países, incluidos Italia, Austria, Suiza durante cuatro semanas y Noruega durante seis semanas. Pasó cuatro semanas en el número dos en Alemania Occidental, alcanzó el número seis en Australia y alcanzó el número tres en Nueva Zelanda y Francia. En Reino Unido el sencillo alcanzó el número cuatro en la UK Singles Chart, lo que lo convierte en el segundo sencillo mejor clasificado de Oldfield después de "Portsmouth", que alcanzó el número tres en 1976.

## Lista de canciones

#### sencillo 7"Virgin / VS 586[2]
A  "Moonlight Shadow" - 3:37
B  "Rite Of Man" - 2:21

#### maxi 12"Virgin / VS 58 612[3]
A  "Moonlight Shadow" (Extended Version) - 5:18
B  "Rite Of Man" - 2:21

## Posicionamiento en listas
| Lista (1983)                                     | Máxima posición |
| ------------------------------------------------ | --------------- |
| Alemania Occidental (Offizielle Deutsche Charts) | 2               |
| Australia (Kent Music Report)                    | 6               |
| Austria (Ö3 Austria Top 40)                      | 1               |
| Bélgica (Flandes) (Ultratop 50)                  | 1               |
| Europa (Eurochart Hot 100)                       | 1               |
| España (AFYVE)                                   | 1               |
| Finlandia (Official Finnish Charts)              | 2               |
| Francia (IFOP)                                   | 3               |
| Irlanda IRMA)                                    | 1               |
| Italia (Musica e dischi)                         | 1               |
| Nueva Zelanda (Recorded Music NZ)                | 3               |
| Noruega (VG-lista)                               | 1               |
| Países Bajos (Dutch Top 40)                      | 2               |
| Países Bajos (Mega Single Top 100)               | 1               |
| Reino Unido (UK Singles Chart)                   | 4               |
| Sudáfrica (Springbok Radio)                      | 7               |
| Suecia (Sverigetopplistan)                       | 1               |
| Suiza (Schweizer Hitparade)                      | 1               |

## Versiones
- El grupo The Shadows grabo su version en 1986
- En el juego "Dance Dance Revolution 5th MIX" la canción es jugable, solo que editada como un remix tecno pero con la misma letra.
- En el año 2009 la cantante argentina Marcela Morelo hizo una versión libre en español de este tema, llamado "Luz del cielo". El tema está incluido en su álbum Otro Plan, editado por la discográfica Sony Music.
- Groove Coverage, un grupo alemán también hizo una versión, que subió rápidamente en la lista alemana.
- El grupo de música ItaloBrothers también hizo su propia versión.
- Engendro también grabó un trozo de un sencillo utilizando la base de esta canción para hablar de la vida y obra del poeta español Manuel Machado.
- El grupo polaco de Symphonic Power Metal Pathfinder también realizó una versión de este tema.
- El grupo de Folk Metal Mago de Oz también versionó este tema lanzado en el sencillo de la canción "Y ahora voy a salir (ranxeira)" que se desprende de su álbum "La ciudad de los árboles".
- La cantante francesa Nolwenn Leroy hizo en 2011 una versión en su álbum Bretonne.
- La cantante gallega Lucía Pérez hizo en 2014 una versión a la que tituló "Sombra de la luna"
- La cantante belga Dana Winner hizo también una versión de esta canción.
- Las banda de skaterock-punk Argentina, Restos Fósiles, graba una versión junto a integrantes de Cadena perpetua más la voz de Paula Aybar en el 2000 para el álbum " Diferentes Canciones A Un Mismo Surco " [22]